# DBU's Landspokalturnering for herrer 2010-11
DBU's Landspokalturnering for herrer 2010-11 (også kendt som Ekstra Bladet Cup 2010-11 af sponsormæssige årsager) er den 57. udgave af DBU's Landspokalturnering for herrer.
Turneringen blev vundet F.C. Nordsjælland, der i finalen slog FC Midtjylland med 3-2.

## Lokalunionernes indledende runder
Alle hold indrangeret i Danmarksserien eller lavere pr. sæsonen 2009-10 startede turneringen i DBU's seks lokalunioners indledende runder, der fungerede som kvalifikation til 1. runde, hvor DBU overtog ansvaret for turneringen. Der blev i alt spillet om 56 ledige pladser i 1. runde, og hver lokalunion var på forhånd blevet tildelt et bestemt antal pladser:
| Lokalunionernes kvalifikationsturneringer til DBU's Landspokalturnering 2009-10 | Lokalunionernes kvalifikationsturneringer til DBU's Landspokalturnering 2009-10 | Lokalunionernes kvalifikationsturneringer til DBU's Landspokalturnering 2009-10 | Lokalunionernes kvalifikationsturneringer til DBU's Landspokalturnering 2009-10 |
| Lokal- union                                                                    | Pladser i 1. runde                                                              | Tilmeldte hold                                                                  | Detaljer                                                                        |
| ------------------------------------------------------------------------------- | ------------------------------------------------------------------------------- | ------------------------------------------------------------------------------- | ------------------------------------------------------------------------------- |
| JBU                                                                             | 23                                                                              | 276                                                                             | JBU's kvalifikation til DBU's Landspokalturnering for herrer 2010-11            |
| SBU                                                                             | 13                                                                              | 125                                                                             | SBU's kvalifikation til DBU's Landspokalturnering for herrer 2010-11            |
| FBU                                                                             | 8                                                                               | 85                                                                              | FBU's kvalifikation til DBU's Landspokalturnering for herrer 2010-11            |
| KBU                                                                             | 8                                                                               | 43                                                                              | KBU's kvalifikation til DBU's Landspokalturnering for herrer 2010-11            |
| LFBU                                                                            | 3                                                                               | 14                                                                              | LFBU's kvalifikation til DBU's Landspokalturnering for herrer 2010-11           |
| BBU                                                                             | 1                                                                               | 6                                                                               | BBU's kvalifikation til DBU's Landspokalturnering for herrer 2010-11            |
| I alt                                                                           | 56                                                                              | 548                                                                             |                                                                                 |

Følgende hold kvalificerede sig til 1. runde fra lokalunionernes indledende runder:
| Hold fra lokalunionernes indledende runder fordelt på indrangering pr. forår 2010 | Hold fra lokalunionernes indledende runder fordelt på indrangering pr. forår 2010 | Hold fra lokalunionernes indledende runder fordelt på indrangering pr. forår 2010                                                        | Hold fra lokalunionernes indledende runder fordelt på indrangering pr. forår 2010                                     | Hold fra lokalunionernes indledende runder fordelt på indrangering pr. forår 2010 |
| Danmarksserien | Højeste lokale serier | Serie 1 | Serie 2 |                                                                                   |
| --- | --- | --- | --- | --------------------------------------------------------------------------------- |
| AB Tårnby Avedøre IF BK Marienlyst Døllefjelde-Musse IF Elite 3000 Fodbold Frederiksberg BK Gentofte-Vangede IF Herlev IF Fodbold IF Skjold Birkerød IK Skovbakken Kjellerup IF NB Bornholm Odder IGF Fodbold Svebølle B&I Værløse BK | B 1973 FC Skanderborg Frederikshavn fI Frem Sakskøbing Fremad Amager Fremad Valby Funder GF Herlufsholm GF IF Lyseng Jægersborg BK Ledøje-Smørum Fodbold Lemvig GF Nakskov BK Ringkøbing IF Skagen IK Viby IF Vinding SF Virum-Sorgenfri BK Aabenraa BK Aars IK | Birkelse IF Egen UI FA 2000 Gladsaxe-Hero BK Hirtshals BK Kastrup BK Lystrup IF Ringe BK Tuse IF Søndermarkens IK Østre BK Aalborg Chang | Bjerringbro IF Bolbro GIF Bredstrup-Pjedsted IF DSIO FC Broby Grindsted GIF Helsinge Fodbold Kværndrup BK Odense KFUM |                                                                                   |

## 1. runde

### Hold
Første runde havde deltagelse af 96 hold. Holdene var fordelt på:
- 56 hold indrangeret i Danmarksserien eller lavere (pr. forårssæsonen 2010), der var gået videre fra lokalunionernes indledende runder i foråret 2010.
- 40 hold fra Superligaen, 1. division og 2. division i sæsonen 2009-10, som trådte ind i turneringen i 1. runde:
  - De 24 hold fra 2. division (nr. 1-16 fra både øst- og vestkredsen i 2009-10 bortset fra andethold).
  - De 14 hold, der endte som nr. 3-16 i 1. division 2009-10.
  - De 2 hold, der blev nr. 11-12 i SAS Ligaen 2009-10, dvs. de to nedrykkere.

| Hold i 1. runde fordelt på indrangering pr. efterår 2010 | Hold i 1. runde fordelt på indrangering pr. efterår 2010 | Hold i 1. runde fordelt på indrangering pr. efterår 2010 | Hold i 1. runde fordelt på indrangering pr. efterår 2010 | Hold i 1. runde fordelt på indrangering pr. efterår 2010 | Hold i 1. runde fordelt på indrangering pr. efterår 2010                             | Hold i 1. runde fordelt på indrangering pr. efterår 2010 |
| 1. division | 2. division | Danmarksserien | Højeste lokale serier | Serie 1 | Serie 2                                                                              |                                                          |
| --- | --- | --- | --- | --- | ------------------------------------------------------------------------------------ | -------------------------------------------------------- |
| AB AGF Brønshøj BK FC Fredericia FC Fyn FC Hjørring FC Roskilde FC Vestsjælland HB Køge Hobro IK Hvidovre IF Kolding FC Næstved BK Skive IK Vejle BK Viborg FF | Allerød FK B 1908 B.93 BK Avarta BK Glostrup Albertslund BK Skjold BK Søllerød-Vedbæk Blokhus FC Brabrand IF Elite 3000 Fodbold FC Svendborg Greve Fodbold Hellerup IK Herlev IF Fodbold Holstebro BK IK Skovbakken Lolland-Falster Alliancen Nordvest FC Næsby BK Otterup B&I Stenløse BK Thisted FC Tjørring IF Vanløse IF Varde IF Aarhus Fremad | AB Tårnby Avedøre IF BK Marienlyst Frederiksberg BK Frederikshavn fI Frem Sakskøbing Fremad Amager Gentofte-Vangede IF IF Skjold Birkerød Jægersborg BK Kjellerup IF Ledøje-Smørum Fodbold NB Bornholm Odder IGF Fodbold Ringkøbing IF Svebølle B&I Viby IF Værløse BK | B 1973 BK Frem Døllefjelde-Musse IF FC Skanderborg Fremad Valby Herlufsholm GF IF Lyseng Nakskov BK Skagen IK Søndermarkens IK Tuse IF Vinding SF Virum-Sorgenfri BK Aabenraa BK Aars IK | Birkelse IF Bolbro GIF Bredstrup-Pjedsted IF Egen UI FA 2000 Funder GF Gladsaxe-Hero BK Hirtshals BK Kastrup BK Lemvig GF Lystrup IF Ringe BK Østre BK Aalborg Chang | Bjerringbro IF DSIO FC Broby Grindsted GIF Helsinge Fodbold Kværndrup BK Odense KFUM |                                                          |

### Kampe
Lodtrækningen til kampene i 1. runde blev foretaget den 25. juni 2010. De 96 hold blev først fordelt i fem geografiske puljer, hvorfra de trak deres modstandere: Nord (10 hold), Midt (20 hold), Syd/Fyn (20 hold), Syd/Lolland-Falster (8 hold) og Sjælland/København (38 hold). Holdet fra den lavest rangerende række i opgørene (på lodtrækningstidspunktet) blev automatisk tildelt hjemmebane.
| Dato           | Kamp                               | Res.   |
| -------------- | ---------------------------------- | ------ |
| Nord-puljen    |                                    |        |
| 10.8.          | Frederikshavn fI – Hobro IK        | 1-4    |
| 10.8.          | Hirtshals BK – Birkelse IF         | 3-1    |
| 10.8.          | Aars IK – Blokhus FC               | 0-2    |
| 11.8.          | Skagen IK – FC Hjørring            | 1-4    |
| 11.8.          | Aalborg Chang – Thisted FC         | 1-3    |
| Midt-puljen    |                                    |        |
| 10.8.          | IF Lyseng – IK Skovbakken          | 0-1    |
| 10.8.          | Ringkøbing IF – Tjørring IF        | 2-1    |
| 10.8.          | Søndermarkens IK – Skive IK        | 0-2    |
| 10.8.          | Aarhus Fremad – Brabrand IF        | 1-2    |
| 11.8.          | Bjerringbro IF – FC Skanderborg    | 1-6    |
| 11.8.          | Funder GF – Viby IF                | 2-6    |
| 11.8.          | Kjellerup IF – Viborg FF           | 0-2    |
| 11.8.          | Lemvig GF – Odder IGF Fodbold      | [0]2-4 |
| 12.8.          | Grindsted GIF – Lystrup IF         | 2-4    |
| 12.8.          | Holstebro BK – AGF                 | 1-4    |
| Syd/Fyn-puljen |                                    |        |
| 9.8.           | Egen UI – BK Marienlyst            | 0-1    |
| 10.8.          | Bredstrup-Pjedsted IF – Kolding FC | 0-9    |
| 10.8.          | DSIO – FC Fyn                      | 1-5    |
| 10.8.          | Odense KFUM – Varde IF             | 0-10   |
| 10.8.          | Ringe BK – Aabenraa BK             | 0-4    |
| 11.8.          | FC Broby – Østre BK                | 5-6    |
| 11.8.          | Kværndrup BK – FC Svendborg        | 2-4    |
| 11.8.          | Næsby BK – FC Fredericia           | 2-3    |
| 11.8.          | Otterup B&I – Vejle BK             | [0]2-3 |
| 12.8.          | Bolbro GIF – Vinding SF            | [0]6-4 |

| Dato                       | Kamp                                       | Res.   |
| -------------------------- | ------------------------------------------ | ------ |
| Syd/Lolland-Falster-puljen |                                            |        |
| 10.8.                      | Frem Sakskøbing – Næstved BK               | 2-5    |
| 10.8.                      | Herlufsholm GF – Lolland-Falster Alliancen | 0-1    |
| 11.8.                      | Døllefjelde-Musse IF – FC Vestsjælland     | 0-12   |
| 11.8.                      | Nakskov BK – HB Køge                       | 0-5    |
| Sjælland/København-puljen  |                                            |        |
| 10.8.                      | Brønshøj BK – Allerød FK                   | 7-1    |
| 10.8.                      | Elite 3000 Fodbold – AB                    | 4-3    |
| 10.8.                      | Gentofte-Vangede IF – Nordvest FC          | 0-3    |
| 10.8.                      | Gladsaxe-Hero BK – B 1973                  | [0]5-3 |
| 10.8.                      | Helsinge Fodbold – Hellerup IK             | 1-6    |
| 10.8.                      | FA 2000 – Fremad Valby                     | 3-4    |
| 10.8.                      | Stenløse BK – BK Avarta                    | 2-1    |
| 10.8.                      | Virum-Sorgenfri BK – Vanløse IF            | 1-4    |
| 11.8.                      | AB Tårnby – NB Bornholm                    | 0-1    |
| 11.8.                      | Avedøre IF – BK Søllerød-Vedbæk            | 4-1    |
| 11.8.                      | BK Glostrup Albertslund – B.93             | 0-2    |
| 11.8.                      | Frederiksberg BK – BK Skjold               | 2-1    |
| 11.8.                      | Fremad Amager – Hvidovre IF                | 0-1    |
| 11.8.                      | Herlev IF Fodbold – B 1908                 | 0-4    |
| 11.8.                      | IF Skjold Birkerød – FC Roskilde           | 3-2    |
| 11.8.                      | Kastrup BK – Greve Fodbold                 | [0]5-3 |
| 11.8.                      | Ledøje-Smørum Fodbold – Svebølle B&I       | [0]1-3 |
| 12.8.                      | Jægersborg BK – BK Frem                    | UHT    |
| 17.8.                      | Tuse IF – Værløse BK                       | 3-2    |

## 2. runde

### Hold
Anden runde havde deltagelse af 56 hold. Holdene var fordelt på:
- 48 vindere fra første runde.
- De to hold, der endte som nr. 1 og 2 i 1. division 2009-10, dvs. de to oprykkere.
- De seks hold, der blev nr. 5-10 i SAS Ligaen 2009-10, heriblandt de forsvarende mestre, FC Nordsjælland.

| Hold i 2. runde fordelt på indrangering pr. efterår 2010                                    | Hold i 2. runde fordelt på indrangering pr. efterår 2010                                                                                        | Hold i 2. runde fordelt på indrangering pr. efterår 2010 | Hold i 2. runde fordelt på indrangering pr. efterår 2010                                                                                    | Hold i 2. runde fordelt på indrangering pr. efterår 2010 | Hold i 2. runde fordelt på indrangering pr. efterår 2010                | Hold i 2. runde fordelt på indrangering pr. efterår 2010 |
| Superligaen                                                                                 | 1. division | 2. division | Danmarksserien | Højeste lokale serier                                    | Serie 1                                                                 |                                                          |
| ------------------------------------------------------------------------------------------- | --- | --- | --- | -------------------------------------------------------- | ----------------------------------------------------------------------- | -------------------------------------------------------- |
| AC Horsens FC Midtjylland FC Nordsjælland Lyngby BK Randers FC Silkeborg IF SønderjyskE AaB | AGF Brønshøj BK FC Fredericia FC Fyn FC Hjørring FC Vestsjælland HB Køge Hobro IK Hvidovre IF Kolding FC Næstved BK Skive IK Vejle BK Viborg FF | B 1908 B.93 Blokhus FC Brabrand IF Elite 3000 Fodbold FC Svendborg Hellerup IK IK Skovbakken Lolland-Falster Alliancen Nordvest FC Stenløse BK Thisted FC Vanløse IF Varde IF | Avedøre IF BK Marienlyst Frederiksberg BK IF Skjold Birkerød Jægersborg BK NB Bornholm Odder IGF Fodbold Ringkøbing IF Svebølle B&I Viby IF | FC Skanderborg Fremad Valby Tuse IF Aabenraa BK          | Bolbro GIF Gladsaxe-Hero BK Hirtshals BK Kastrup BK Lystrup IF Østre BK |                                                          |

### Kampe
Lodtrækningen til kampene i 2. runde blev foretaget den 13. august 2010. De 56 hold blev først fordelt i to geografiske kredse, hvorfra de trak deres modstandere: Vest (28 hold) og Øst (28 hold). I hver kamp blev holdet fra den lavest rangerende række automatisk tildelt hjemmebane.
| Dato         | Kamp                            | Res.   |
| ------------ | ------------------------------- | ------ |
| Vest–kredsen |                                 |        |
| 24.8.        | Blokhus FC – AaB                | 0-3    |
| 24.8.        | Bolbro GIF – FC Hjørring        | 0-5    |
| 24.8.        | Hirtshals BK – Skive IK         | 2-4    |
| 24.8.        | Lystrup IF – Varde IF           | 0-5    |
| 24.8.        | Ringkøbing IF – Viborg FF       | 0-3    |
| 24.8.        | Østre BK – Thisted FC           | 1-3    |
| 24.8.        | Aabenraa BK – Hobro IK          | 1-4    |
| 25.8.        | Brabrand IF – AC Horsens        | 1-4    |
| 25.8.        | FC Fredericia – SønderjyskE     | 4-0    |
| 25.8.        | IK Skovbakken – Randers FC      | 1-4    |
| 25.8.        | Odder IGF Fodbold – AGF         | 0-1    |
| 25.8.        | Vejle BK – Silkeborg IF         | [0]2-4 |
| 25.8.        | Viby IF – Kolding FC            | [0]3-1 |
| 26.8.        | FC Skanderborg – FC Midtjylland | [0]1-3 |

| Dato        | Kamp                                   | Res.   |
| ----------- | -------------------------------------- | ------ |
| Øst–kredsen |                                        |        |
| 24.8.       | IF Skjold Birkerød – Brønshøj BK       | 1-4    |
| 24.8.       | BK Marienlyst – B 1908                 | 2-1    |
| 24.8.       | NB Bornholm – Hellerup IK              | 0-1    |
| 24.8.       | Tuse IF – B.93                         | 0-2    |
| 25.8.       | Avedøre IF – Lolland-Falster Alliancen | [0]3-1 |
| 25.8.       | Elite 3000 – FC Vestsjælland           | 1-3    |
| 25.8.       | FC Fyn – Lyngby BK                     | 0-1    |
| 25.8.       | Frederiksberg BK – FC Svendborg        | [0]2-3 |
| 25.8.       | Fremad Valby – Nordvest FC             | 2-5    |
| 25.8.       | Gladsaxe-Hero BK – Næstved BK          | 0-1    |
| 25.8.       | Jægersborg BK – Hvidovre IF            | 0-1    |
| 25.8.       | Kastrup BK – Stenløse BK               | [0]6-5 |
| 25.8.       | Svebølle B&I – HB Køge                 | 2-4    |
| 26.8.       | Vanløse IF – FC Nordsjælland           | 0-5    |

## 3. runde

### Hold
Tredje runde har deltagelse af 32 hold. Holdene er fordelt på:
- 28 vindere fra anden runde.
- De fire hold, der blev nr. 1-4 i SAS Ligaen 2009-10.

| Hold i 3. runde fordelt på indrangering pr. efterår 2010                                                              | Hold i 3. runde fordelt på indrangering pr. efterår 2010                                                             | Hold i 3. runde fordelt på indrangering pr. efterår 2010      | Hold i 3. runde fordelt på indrangering pr. efterår 2010 | Hold i 3. runde fordelt på indrangering pr. efterår 2010 | Hold i 3. runde fordelt på indrangering pr. efterår 2010 | Hold i 3. runde fordelt på indrangering pr. efterår 2010 |
| Superligaen | 1. division | 2. division                                                   | Danmarksserien                                           | Højeste lokale serier                                    | Serie 1                                                  |                                                          |
| --- | --- | ------------------------------------------------------------- | -------------------------------------------------------- | -------------------------------------------------------- | -------------------------------------------------------- | -------------------------------------------------------- |
| AC Horsens Brøndby IF Esbjerg fB FC København FC Midtjylland FC Nordsjælland Lyngby BK OB Randers FC Silkeborg IF AaB | AGF Brønshøj BK FC Fredericia FC Hjørring FC Vestsjælland HB Køge Hobro IK Hvidovre IF Næstved BK Skive IK Viborg FF | B.93 FC Svendborg Hellerup IK Nordvest FC Thisted FC Varde IF | Avedøre IF BK Marienlyst Viby IF                         | Ingen                                                    | Kastrup BK                                               |                                                          |

### Kampe
Lodtrækningen til kampene i 3. runde blev foretaget den 27. august 2010. De 11 Superligaklubber var seedede og kunne dermed ikke trække hinanden. I hver kamp blev holdet fra den lavest rangerende række automatisk tildelt hjemmebane. Kampene skal afvikles i perioden 21. – 23. september 2010.
| Dato  | Kamp                         | Res.   |
| ----- | ---------------------------- | ------ |
| 15.9. | B.93 – Silkeborg IF          | 0-5    |
| 22.9. | Varde IF – Brøndby IF        | 4-2    |
| 22.9. | Næstved BK – AaB             | 0-1    |
| 22.9. | Avedøre IF – FC Midtjylland  | 2-3    |
| 22.9. | FC Svendborg – Esbjerg fB    | 0-3    |
| 22.9. | FC Vestsjælland – AC Horsens | [0]2-6 |
| 22.9. | BK Marienlyst – OB           | 0-2    |
| 22.9. | Kastrup BK – Lyngby BK       | 1-2    |

| Dato  | Kamp                          | Res.   |
| ----- | ----------------------------- | ------ |
| 22.9. | Nordvest FC – Randers FC      | 1-5    |
| 22.9. | Viby IF – FC København        | 1-4    |
| 22.9. | Thisted FC – HB Køge          | 1-3    |
| 22.9. | Hobro IK – Viborg FF          | 0-1    |
| 22.9. | Brønshøj BK – Hvidovre IF     | 0-1    |
| 22.9. | AGF – Skive IK                | [0]6-3 |
| 23.9. | FC Hjørring – FC Nordsjælland | 0-1    |
| 29.9. | Hellerup IK – FC Fredericia   | 1-2    |

## 4. runde

### Hold
Fjerde runde har deltagelse af de 16 vindere fra 3. runde.
| AC Horsens Esbjerg fB FC København FC Midtjylland FC Nordsjælland Lyngby BK OB Randers FC Silkeborg IF AaB | AGF FC Fredericia HB Køge Hvidovre IF Viborg FF | Varde IF |

### Kampe
Lodtrækningen til kampene i 4. runde blev foretaget den 24. september 2010. Der var ingen seedning. I hver kamp blev holdet fra den lavest rangerende række automatisk tildelt hjemmebane. Kampene skal afvikles i perioden 26. – 28. oktober 2010.
| Dato   | Kamp                       | Res. |
| ------ | -------------------------- | ---- |
| 26.10. | HB Køge – FC Midtjylland   | 0-4  |
| 27.10. | Varde IF – AGF             | 0-1  |
| 27.10. | Viborg FF – AaB            | 5-6  |
| 27.10. | FC Fredericia – Randers FC | 1-2  |

| Dato   | Kamp                      | Res. |
| ------ | ------------------------- | ---- |
| 27.10. | Hvidovre IF – Lyngby BK   | 6-7  |
| 27.10. | FC København – AC Horsens | 2-4  |
| 28.10. | Esbjerg fB – Silkeborg IF | 2-0  |
| 28.10. | OB – FC Nordsjælland      | 2-3  |

## Kvartfinaler
Femte runde (kvartfinalerne) har deltagelse af de 8 vindere fra 4. runde.
| AC Horsens Esbjerg fB FC Midtjylland FC Nordsjælland Lyngby BK Randers FC AaB | AGF |

### Kampe
Lodtrækningen til kvartfinalerne blev foretaget den 29. oktober 2010. Der var ingen seedning. I hver kamp blev holdet fra den lavest rangerende række automatisk tildelt hjemmebane. I kampe mellem hold fra samme række, afgjordes hjemmebanen ved hjælp af lodtrækning. Kampene afvikles i perioden 9. – 11. november 2010.
| Dato   | Kamp                         | Res. |
| ------ | ---------------------------- | ---- |
| 9.11.  | AaB – Esbjerg fB             | 0-2  |
| 10.11. | AGF – FC Midtjylland         | 0-1  |
| 11.11. | Randers FC – Lyngby          | 3-0  |
| 11.11. | AC Horsens – FC Nordsjælland | 0-1  |

## Semifinaler
Sjette runde (semifinalerne) har deltagelse af de fire vinderhold fra femte runde. De to semifinaler afvikles begge over to kampe (ude og hjemme).
| Dato   | Kamp                         | Res. |
| ------ | ---------------------------- | ---- |
| 27.04. | FC Midtjylland – Esbjerg fB  | 1-2  |
| 28.04. | FC Nordsjælland – Randers FC | 1-0  |
| 04.05. | Randers FC – FC Nordsjælland | 0-0  |
| 05.05. | Esbjerg fB – FC Midtjylland  | 5-7  |

## Finale
| 22. maj 2011 18.45 |

| FC Nordsjælland                    | 3 - 2   | FC Midtjylland     |
| ---------------------------------- | ------- | ------------------ |
| Lawan 16, 54' · S. Christensen 90' | Referat | Thygesen 37, 71' · |

| Parken, København Dommer: Claus Bo Larsen |